# Гиповентиляционный синдром
Гиповентиляцио́нный синдро́м (субателекта́з) — недостаточная (неполная) вентиляция лёгкого или его доли, возникает в результате нарушения проходимости дыхательных путей, например крупных бронхов, вследствие частичных закупорок (рак, аденома, творожистые массы, инородные тела, слизь, сгустки крови, аскариды) или сдавления (увеличенные лимфоузлы, рубцы, опухоли), нарушения центральной регуляции дыхания, функциональной недостаточности дыхательной мускулатуры. Кроме того, гиповентиляционный синдром может быть обусловлен недостаточной вентиляцией всей газообменной зоны лёгких с нарушением оксигенации крови (гипоксемия) и затруднением выведения углекислоты из организма (гиперкапния). Компрессионный гиповентиляционный синдром развивается в результате плеврита, гидроторакса или пневмоторакса.

## Клиническая картина
Основные проявления: ослабление дыхания, удлинение выдоха, уменьшение объёма лёгкого (доли, сегмента), а при действии клапанного механизма — эмфизема или корректнее, гиперпневматоз. Смещение средостения выявляется в процессе рентгенологического исследования — во время вдоха в сторону поражения, а при наличии клапанного механизма — во время выдоха в здоровую сторону; уменьшение подвижности диафрагмы.

## Осложнения
Если медицинская помощь не была оказана своевременно, со временем развиваются осложнения: очаговая пневмония, бронхоэктазы, буллёзная эмфизема, спонтанный пневмоторакс.